# Plac Łubiański w Moskwie
Plac Łubiański (ros. Лубянская площадь) – plac w centrum Moskwy. Znany przede wszystkim z budynku stanowiącego od 1917 siedzibę służb specjalnych (obecnie FSB, wcześniej KGB i NKWD oraz Czeka) i nazywanego od nazwy placu Łubianką. 
Nazwa placu pojawia się w dokumentach historycznych po raz pierwszy w 1480, kiedy to Iwan III Srogi osiedlił w tym rejonie miasta wychodźców z Nowogrodu Wielkiego. Nazwali oni tę część Moskwy „Łubianką” od dzielnicy „Łubianickiej” w Nowogrodzie.
W 1926 plac nazwany został oficjalnie placem Dzierżyńskiego. Jego pomnik stał w centrum placu od 1958 do października 1991, kiedy to został przeniesiony przy aplauzie tłumów do „Parku Sztuki” koło parku Gorkiego. Wielokrotnie ponawiano starania o powrót pomnika przed gmach Łubianki.
30 października 1990 na skraju placu odsłonięto z inicjatywy Stowarzyszenia „Memoriał” tzw. Kamień Sołowiecki, upamiętniający ofiary represji i gułagu w ZSRR.
Pod placem Łubiańskim znajduje się otwarta w 1935 stacja metra linii Sokolniczeskiej pod nazwą „Łubianka” (do 1990 nosiła ona nazwę „Dzierżyńska”).

## Galeria

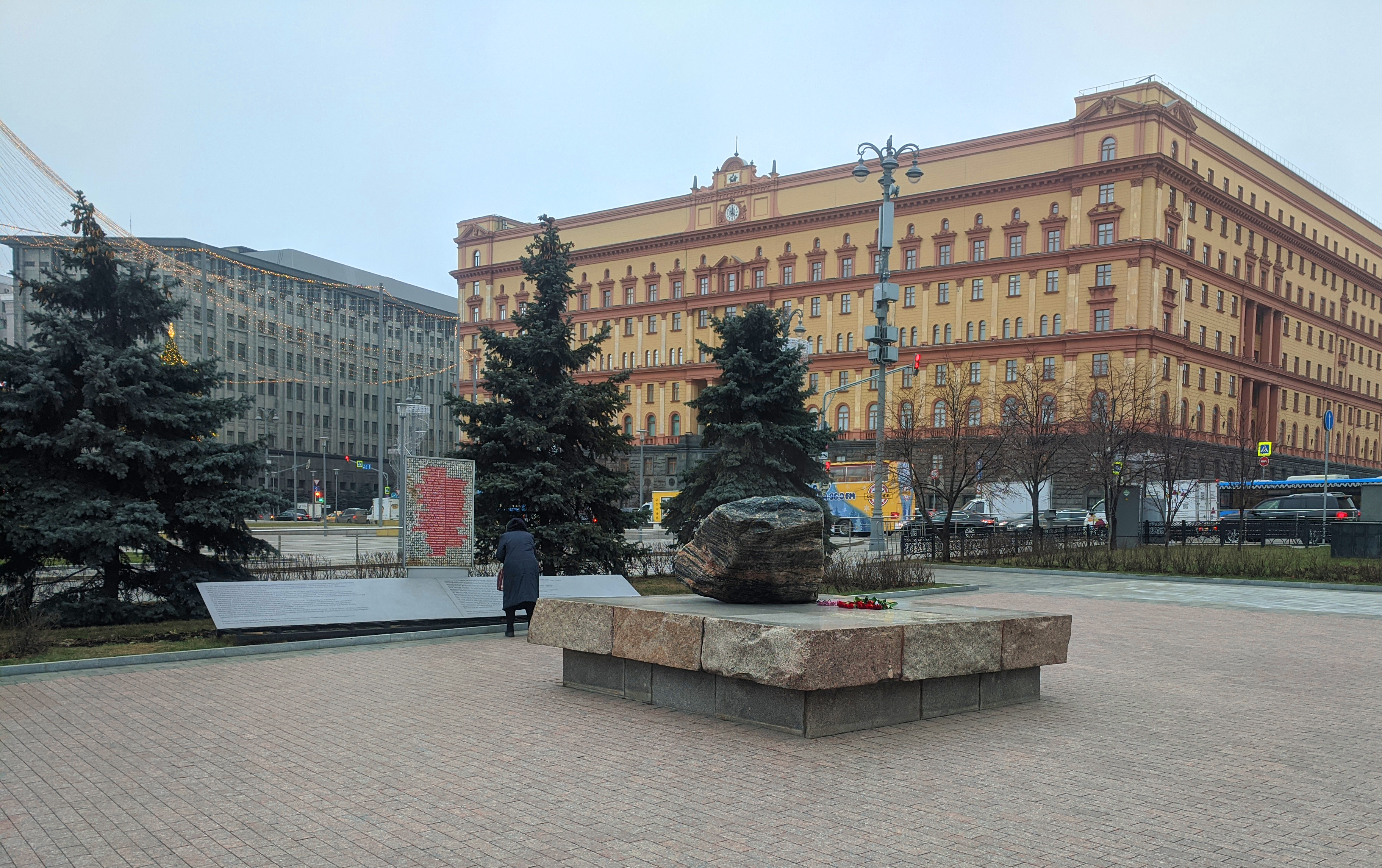
Kamień Sołowiecki poświęcony ofiarom gułagu i represji
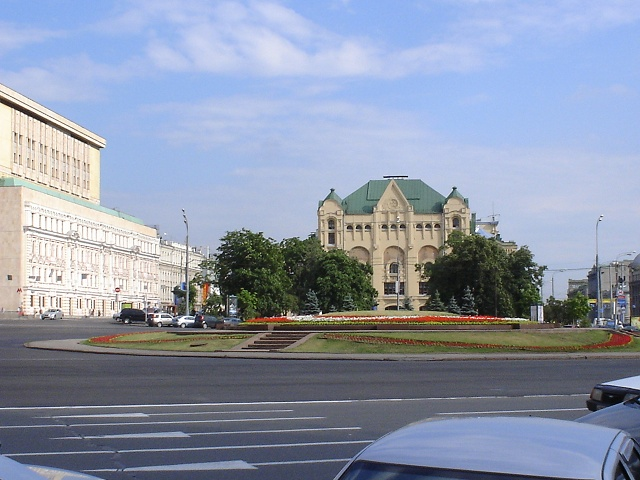
Miejsce po pomniku Dzierżyńskiego pozostawało puste do 2017 r., gdy w wyniku przebudowy, klomb zlikwidowano
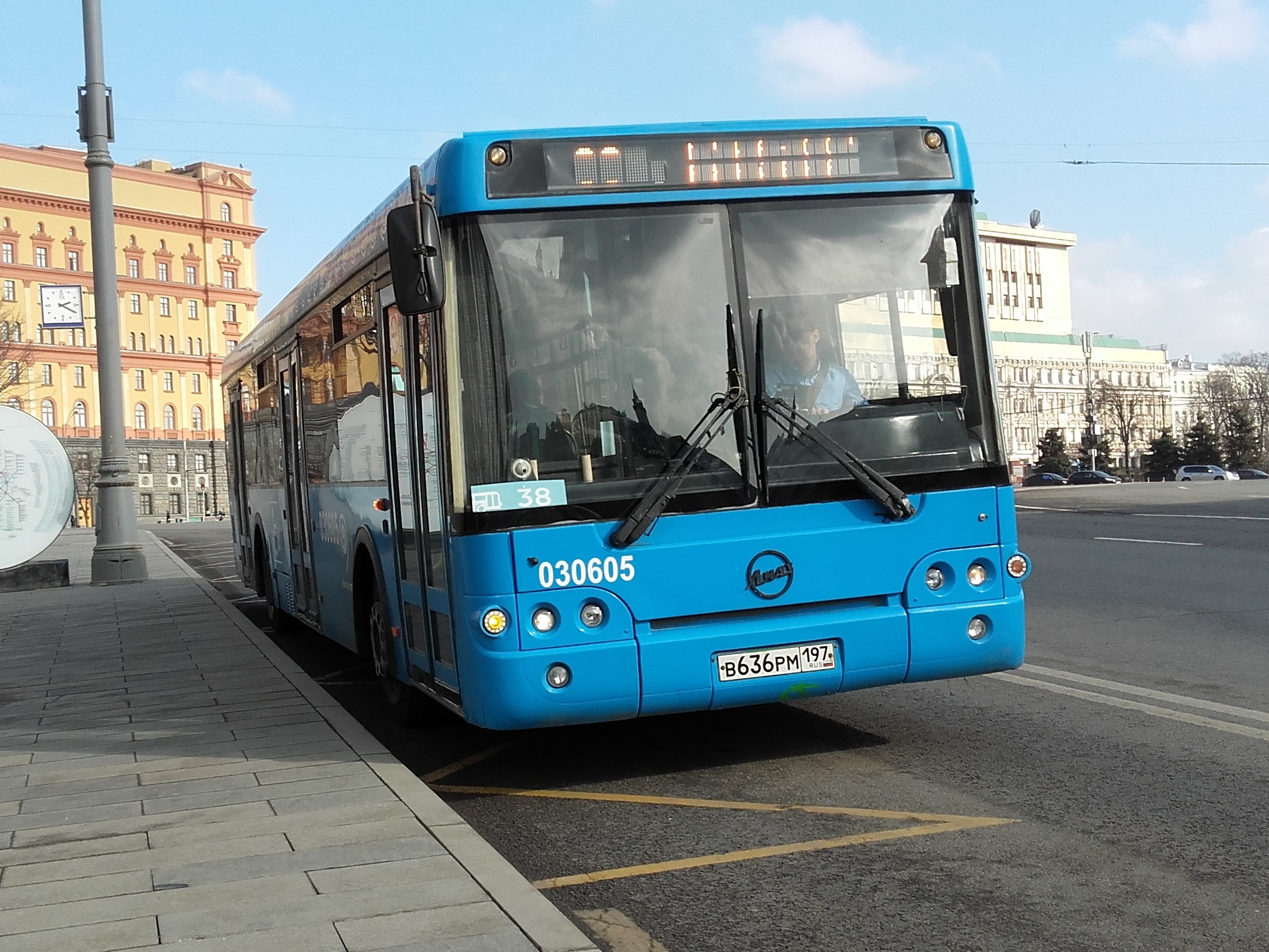
Autobus miejski na placu Łubiańskim